# Diana Schneider
Diana Nadja Schneider (* 25. April 1982 in Osnabrück) ist eine deutsche Schauspielerin und Sängerin.

## Biografie
2009 nahm Schneider an der neunten Staffel Big Brother teil und belegte Platz 5.
Lange Zeit arbeitete sie als Sängerin, unter anderem sang sie 2009 im Wahlwerbespot für den damaligen CDU-Kandidaten für das Amt des Oberbürgermeisters der Stadt Köln, Peter Kurth, den Song Wenn wir nicht wählen!?.
Von Januar 2013 bis Herbst 2017 und seit 2020 spielte sie in über 1100 Episoden die „Samantha ‚Sam‘ Berger“ in der Reality-Seifenoper Köln 50667. Im Februar 2016 war sie zu Gast in der RTLII-Show Fake Reaction – Einer täuscht immer! von Simon Gosejohann.
Zusammen mit dem Das Supertalent-Gewinner Jay Oh gründete sie das Duo ZweiLand, welches im Juli 2017 ihre Debüt-Single Komm wir heben ab veröffentlichte.

## Filmografie
- 2008–2009: Big Brother (Kandidatin, Platz 5)
- 2013–2017; 2020–2023 Köln 50667

## Diskografie
- 2017: Komm wir heben ab – ZweiLand
- 2020 Be there – Diana Schneider